# Кислицин Володимир Олександрович
Володимир Олександрович Кислицин (рос. Кислицын Владимир Александрович; 9 січня 1883, Біла Церква — 18 травня 1944, Харбін) — офіцер, полковник (1919), генерал-майор (1928). Був офіцером Російської імператорської армії, та був командиром білої армії на більш пізньому етапі Громадянської війни в Росії.

## Біографія
Народився 9 січня 1883 року у місті Біла Церква Російська імперія, тепер Україна.

### Початок служби
Син адмірала Олександра Кислицина. Володимир здобув освіту в Одеському військовому училищі 1900 року. Він був направлений на службу в окремий корпус прикордонної варти на західному кордоні Російської імперії. Брав участь у Російсько-японській війні.
Брав участь у першій світовій війні у лавах 23-ї Одеської прикордонної бригади. 6 серпня 1916 року, будучи відрядженим до 11-го драгунського Ризького полку, був підвищений у чині до полковника зі старшинством 10 січня 1916 року. Він був неодноразово поранений, зокрема у голову.
Згідно зі спогадами Кислицина, наприкінці 1917 року він командував бригадою в 11-й кавалерійській дивізії, і в листопаді 1917 року при розподілі дивізії на великоросів та українців очолив українські формування у дивізії.

### Україна
1918 року служив в український гетьманській армії Скоропадського. Був призначений командиром бригади, а потім начальником 3-ї Української кавалерійської дивізії, потім командиром українського корпусу в Житомирі.
Брав участь в обороні Києва від атак петлюрівців та більшовиків у грудні 1918 р. Після заняття Києва петлюрівцями потрапив у полон у Дарниці, перебував під арештом у київському музеї. На вимогу німецької влади був звільнений і виїхав до Німеччини.

### Служба у Білій армії
Деякий час жив у таборі в Нойштадті. У 1919 році Кислицин з невеликою групою офіцерів, проїхавши через Данію, Норвегію та Мурманськ, у червні 1919 прибув до Архангельська на Північний фронт генерала Євгена Міллера. Після прибуття до Архангельська був призначений на посаду генерала для доручень при Головнокомандувачі генералові Міллері.
Не вірячи в успішність дій на Північному фронті, Кислицин попросив у Міллера дозволу вирушити до Сибіру до загонів Олександра Колчака. На пароплаві по Північному Льодовитому океану та річці Печорі дістався Усть-Цильми, звідки на конях по тайзі та човнах по річці Сосьва дістався Березова, а звідти на пароплаві до Тобольська та столиці Білого Сибіру Омська.
У липні 1919 року Володимира Кислицина було призначено командиром бригади 2-ї уфимської кавалерійської дивізії в армії адмірала Колчака. У вересні 1919 року брав участь у Тобольській операції. 12 жовтня 1919 року був поранений у бою під селом Крутиха Ялуторівського повіту Тобольської Губернії. У грудні 1919 року його було призначено командиром 2-ї уфімської кавалерійської дивізії.
Після поразки армії Колчака на Уралі та у Західному Сибіру, Володимир Кислицин взяв участь у Великому Сибірському Крижаному поході. Після прибуття в Читу отаман Семенов довірив йому маньчжурський загін, яким він командував аж до відступу білогвардійців з Росії (1921–1922).

### В еміграції
Володимир Кислицин емігрував до Харбіну у листопаді 1922 року, де став дантистом, а також служив у поліції. У Маньчжурії він очолював місцевий клуб «легітимістів», які підтримували князя Кирила Володимировича як законного спадкоємця російського престолу. 1928 року він був підвищений Великим князем Кирилом Володимировичем до звання генерала. Командир загону російських добровольців під час конфлікту на КВЖД. У 1935 році створив Далекосхідний союз військових під гаслом «За Віру, Царя та Батьківщину», який до 1939 року налічував 11500 осіб.
У 1936 році мемуари Кислицина «У вогні громадянської війни» були опубліковані у видавництві «Наш шлях».
З 1938 по 1944 рік Кислицин виступав головою Бюро у справах російських емігрантів у Маньчжурії, створеного японцями. За його ініціативою в Харбіні на Соборній площі 7 листопада 1940 був закладений, а 8 червня 1941 — відкритий Пам'ятник борцям проти Комінтерну.
Помер 18 травня 1944 року в Харбіні, де і був похований на Покровському (Старому) цвинтарі.

## Нагороди
Володимир Кислицин був нагороджений орденом Святого Георгія четвертого класу в 1915 році, орденом Святого Станіслава 3-го та 2-го класу, орденом святої Анни 4-го та 1-го класу та отримав Георгіївську зброю.

## Родина
- Батько — Олександр Кисліцин, російський адмірал.
- Дружина — Ольга Володимирівна (до шлюбу Печонкіна), дочка генерала, закінчила Саратовську консерваторію. Похована у Грозному.
- Дочка — Тамара Володимирівна Козицька (1921 — 20 грудня 1995, Москва). Внучка Олена Кучерова, правнуки — Володимир та Андрій.
- Син — Георгій (1923, Харбін — 15 лютого 1996, Грозний), закінчив японський медінститут у Харбіні і, пройшовши стажування у японського професора Морі, став хірургом. У 1961 році повернувся до СРСР. Помер у від гострої серцевої недостатності та похований у Грозному разом із матір'ю. Дружина Людмила Миколаївна.

## Твори
- В огне Великой мировой войны (личные воспоминания). Харбин, 1938. 49 с. (рос.)
- В огне Гражданской войны : мемуары. Харбин, «Наш Путь», 1936. 113 c. (рос.)
- Пантеон воинской доблести и чести. Харбин, 1941. 488 с. (рос.)
- Пути русской молодежи. Харбин, «Заря», 1944. 248 с. (рос.)